# 福井県立大学の人物一覧
福井県立大学の人物一覧は福井県立大学に関係する人物の一覧記事。

## 著名な教職員
Category:福井県立大学の教員を参照
- 進士五十八（学長）
- 栗田幸雄（名誉客員教授）
- 村上利夫（看護短期大学部教授）
- 東洋一（恐竜学研究所所長）
- 安秉直（大学院特任教授）
- 谷口誠（大学院講師）
- 西弘嗣（恐竜学研究所所長、恐竜学部長）
- 島田洋一 (名誉教授)
- 末武弘章（准教授）
- 高橋ひでつう（非常勤講師、ゲスト授業担当）

## 著名な卒業生

### 政界
- 村上利夫（政治家、第8代小浜市長）

### 芸術
- RYOJI.M（作曲家）

### 芸能
- 春風亭愛橋 (4代目)（落語家）
- 内海あい（ナナ・イロ）（ミュージシャン）

### マスコミ
- 堀内くみ子（アナウンサー）
- 四本木典子（ナレーター）

### その他
- 吉江幸貴（モデル、レースクイーン）